# Robert Gwaze
Robert Gwaze (n. 1982) é um jogador de xadrez zimbabuense nascido em Harare, Zimbábue. Ele é um ex-aluno da Prince Edward School, em Harare. Aos 15 anos, ele já era um campeão nacional de xadrez do Zimbábue, tanto nos níveis júnior quanto sénior.
Gwaze venceu o Campeonato Africano Júnior no Quénia em 1998, e obteve a norma International Master (IM). Provavelmente, o seu maior sucesso foi no torneio de 2002 da Olimpíada de Xadrez em Bled, na Eslovénia, quando ele conseguiu uma pontuação perfeita rara, vencendo todos os nove na sua primeira vez a jogar em representação do Zimbábue.
Em 2007, ele venceu o Campeonato Africano Individual de Xadrez em Windhoek, Namíbia, ganhando uma vaga na Copa do Mundo de 2007.  Neste torneio de qualificação para o Campeonato Mundial de Xadrez de 2010, Gwaze foi eliminado no primeiro round pelo quinto cabeça-de-chave Alexei Shirov.  Em 2010, chegou em primeiro lugar no torneio internacional Cuca Trophy em Luanda, Angola.  Ele participou na Copa do Mundo de Xadrez de 2011, mas foi eliminado na primeira rodada pelo ex-campeão mundial da FIDE, Ruslan Ponomariov.